# Bad Blood: A Cautionary Tale
Bad Blood: A Cautionary Tale è un film documentario del 2010 diretto da Marilyn Ness.
Sceneggiato da Sheila Curran Bernard e da Marilyn Ness, è incentrato sugli emoderivati infetti utilizzati dagli emofiliaci.
Il documentario racconta il caso dal punto di vista di sei famiglie colpite da questa tragedia e dei medici, infermieri e scienziati che se ne sono occupati.
Il film è stato presentato per la prima volta il 28 luglio 2010 a New York.